# NGC 1376

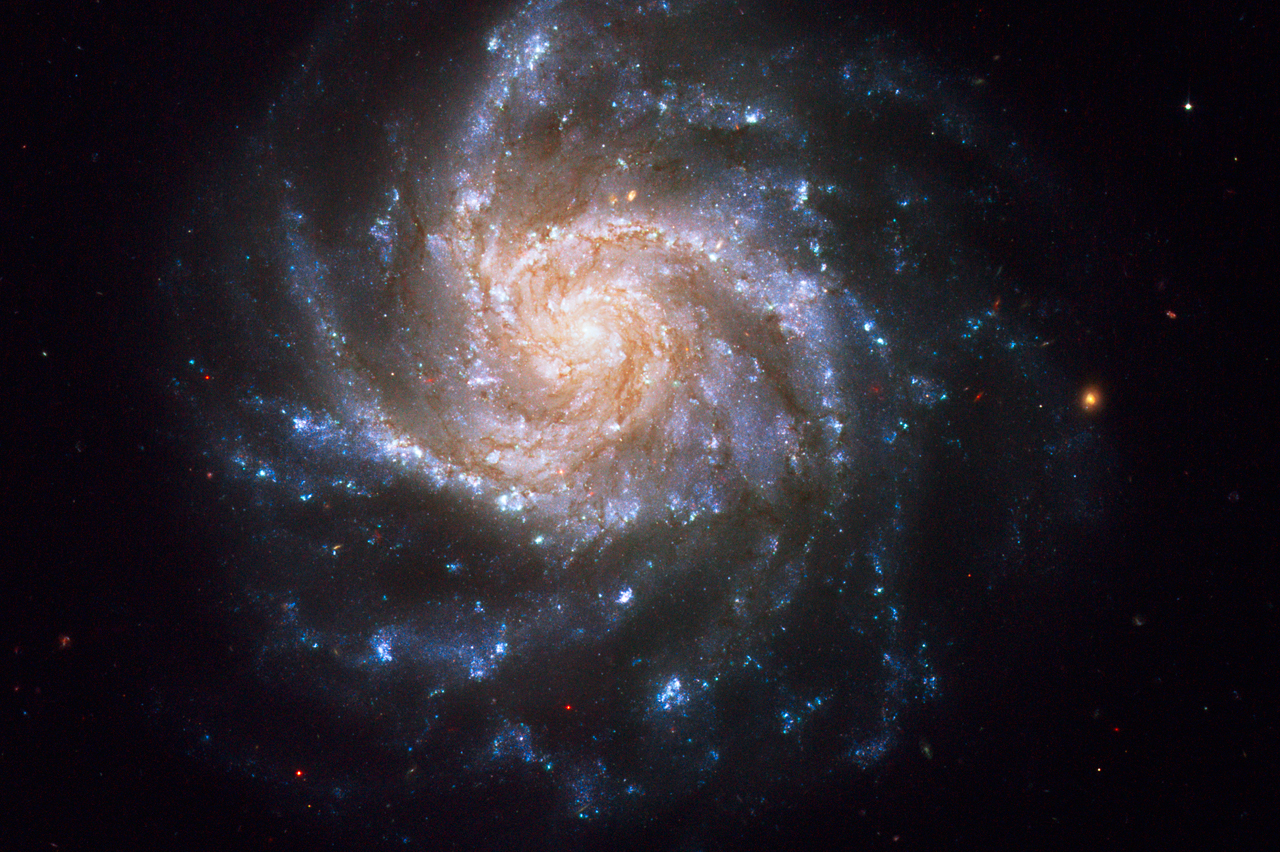
NGC 1376 par le télescope spatial Hubble.

NGC 1376 est une galaxie spirale située dans la constellation de l'Éridan. NGC 1376 a été découverte par l'astronome germano-britannique William Herschel en 1785.

## Caractéristiques
Sa vitesse par rapport au fond diffus cosmologique est de 4 008 ± 10 km/s, ce qui correspond à une distance de Hubble de 59,1 ± 4,1 Mpc (∼193 millions d'al).
À ce jour, huit mesures non basées sur le décalage vers le rouge (redshift) donnent une distance de 36,710 ± 24,078 Mpc (∼120 millions d'al), ce qui est à l'intérieur des valeurs de la distance de Hubble.
La classe de luminosité de NGC 1376 est III-IV et elle présente une large raie HI.

## Supernova
Trois supernovas ont été découvertes dans NGC 1376 : SN 1999go, SN 2003lo et SN 2011dx.

### SN 1999go
Cette supernova a été découverte le 23 décembre 1999 par M. Papenkova et W. D. Li dans le cadre du programme LOSS (Lick Observatory Supernova Search) de l'observatoire Lick. Le type de cette supernova n'a pas été déterminé.

### SN 2003lo
Cette supernova a été découverte le 31 décembre 2003 par les astronomes amateurs américains Tim Puckett et Brian Kerns. Cette supernova était de type IIn.

### SN 2011dx
Cette supernova a été découverte le 27 juin 2011 par l'astronome amateur sud africain Berto Monard. Cette supernova était de type Ia.

## Groupe de NGC 1417
NGC 1376 fait partie du groupe de NGC 1417 qui compte au moins 14 galaxies, dont NGC 1358, NGC 1417, NGC 1418, NGC 1441, NGC 1449, NGC 1451 et NGC 1453.